# Corinna selysii
Corinna selysii is een spinnensoort uit de familie van de loopspinnen (Corinnidae).
De wetenschappelijke naam van de soort werd in 1880 als Hypsinotus selysii gepubliceerd door Philip Bertkau.